# Altarello (Giarre)
Altarello (Atareḍḍu in siciliano) è una frazione di Giarre (Città metropolitana di Catania). Dista dal centro cittadino di Giarre circa 1 chilometro, ed è ormai quasi inglobata dall'espansione urbanistica della cittadina jonica. Una piccola parte di Altarello appartiene al territorio comunale di Riposto.
Gli abitanti sono detti altarellesi (atariḍḍoti o tariḍḍoti in siciliano).

## Storia
Il suo nome deriva dalla presenza di una grande icona religiosa dove anticamente si posizionavano i briganti per aggredire i viandanti che dalla consolare Valeria si portavano verso Riposto.
Nel '700 i frati cappuccini provenienti da Acireale, si stabilirono ad Altarello in un piccolo ospizio; nell''800, nonostante l'opposizione dell'arciprete di Giarre, don Salvatore Fiamingo, che considerava la zona solitaria e pericolosa, i frati costruirono una piccola cappella, ad uso dei contadini locali. In seguito venne costruita l'attuale chiesa.

## Monumenti e luoghi d'interesse
La moderna chiesa in stile neoclassico venne aperta al culto nel 1889, e dedicata a Maria Santissima di Porto Salvo, oggi patrona della frazione. Nel 1945 la chiesa venne elevata a parrocchia.
Al suo interno è custodita l'antica immagine della Vergine scolpita nell'ardesia.